# Єфетов Семен Борисович
Семен Єфетов (1872–1959, Сімферополь) — сходознавець і лінгвіст, доцент Кримського педагогічного інституту імені М. В. Фрунзе.

## Біографія
Народився в 1872 році в караїмській сім'ї. У 1894 році отримав свідоцтво зрілості в Санкт-Петербурзької десятій гімназії. Вступив на факультет східних мов Імператорського Санкт-Петербурзького університету, де навчався разом з майбутнім караїмським гахамом Сераєю Шапшалом на арабсько-персько-турецько-татарському відділі. Після закінчення в 1899 році університету працював у власній друкарні в Санкт-Петербурзі.
Після Жовтневого перевороту переїхав до Сімферополя, де зайнявся науково-педагогічною діяльністю. Працював викладачем арабської і татарської мов на факультеті кримськотатарської мови і літератури Кримського педагогічного інституту і науковим співробітником етнографічного музею. Також викладав татарську мову і в середніх школах Сімферополя. Був активним членом Сімферопольського культурно-просвітницького караїмського гуртка, в якому читав лекції з караїмської історії. З 1923 року був дійсним членом Таврійського товариства історії, археології та етнографії (колишньої Таврійської вченої архівної комісії), де виступав з доповідями: «До питання про походження караїмів» (1924) і «Пісні кримських татар» (1927; в співавторстві з Вікторм Філоненком). Спільна з Філоненком робота була надрукована в «Відомостях Таврійського товариства історії, археології та етнографії». У ній вміщено 12 пісень кримських татар і одна пісня кримських караїмів з перекладом на російську мову і коментарями авторів.
Під час нацистської окупації Сімферополя передав директору Кримського краєзнавчого музею А. Полканову дані з караїмської мови, які лягли в основу статті про караїмів для надання її окупаційній владі в особі оберштурмфюрера СС Альфреда Карасека . Ця стаття, в якій Полканов обгрунтовував тюркське походження народу, зіграла важливу роль у порятунку кримських караїмів від знищення нацистами за національною ознакою.
Після війни працював викладачем латині на кафедрі російської мови Кримського педагогічного інституту.
Помер в 1959 році в Сімферополі.

### Родина
Був одружений з Розалією Єфетовою. Мали дочку Есфір і сина Бориса. Онук — Костянтин Єфетов, вчений-фізик.

## Праці
- Песни крымских татар / С. Б. Ефетов, В. И. Филоненко. — Известия Таврического общества истории, археологии и этнографии. — 1927. — С. 69—84.
- Крымские караимы в свете этнологических данных[a].